# Каракудык (село)
Каракудык (каз. Қарақұдық, до 2009 г. — Черноводск) — село в Алгинском районе Актюбинской области Казахстана. Административный центр Каракудыкского сельского округа. Код КАТО — 153237100.

## Население
| Численность населения | Численность населения | Численность населения | Численность населения |
| 1989                  | 1999                  | 2009                  | 2021                  |
| --------------------- | --------------------- | --------------------- | --------------------- |
| 998                   | ↘984                  | ↘846                  | ↗941                  |

В 1989 году население села составляло 998 человек. Национальный состав: украинцы — 28 %, казахи — 26 %, русские — 20 %. В 1999 году население села составляло 984 человека (488 мужчин и 496 женщин). По данным переписи 2009 года, в селе проживало 846 человек (427 мужчин и 419 женщин). По данным переписи 2021 года, в селе проживало 941 человек (466 мужчин и 475 женщин).